# Appius Claudius Caudex
Appius Claudius Caudex (fl. 264 f.Kr.) var en romersk politiker. Han var den yngre bror til Appius Claudius Caecus og tjente som konsul i 264 f.Kr.
I 264 f.Kr. trak Appius Claudius Caudex Rom ind i en konflikt med Karthago om kontrollen over Sicilien – en konflikt kendt som den Første Puniske Krig. Situationen var kompliceret. I 265 f.Kr. havde Hieron II af Syrakus angrebet Messana (det moderne Messina) for at generobre byen fra mamertinerne. Mamertinerne var lejesoldater fra Campanien i Italien, der nogle år forinden havde indtaget byen. Mamertinerne allierede sig med en nærliggende karthaginisk flåde for at holde syrakuserne stangen, men da karthagerne ikke forlod byen igen, appellerede mamertinerne til Rom i 264 f.Kr.
Nogle senatorer var imod at hjælpe mamertinerne, men Appius Claudius overtalte borgerne til at støtte dem. Han førte en hær til Messina, og da mamertinerne havde overbevist karthagerne om at trække sig tilbage, mødte han kun en symbolsk modstand. Mamertinerne overgav byen til Appius Claudius, men karthagerne vendte tilbage og belejrede Messana. Syracusanerne var i mellemtiden også stationeret uden for byen. Claudius forsøgte at sende ambassadører til både karthagerne og syracusanerne, men han blev ignoreret. Herefter førte han sine tropper ud af byen, besejrede syrakuserne i et slag, og Hieron flygtede tilbage til Syrakus. Dagen efter besejrede Claudius også karthagerne. Efter disse sejre belejre Claudius Echetla, men efter at have mistet mange soldater vendte han tilbage til Messina.
Denne strid var en af de umiddelbare årsager, og en udløsende faktor, til den Første Puniske Krig.
I henhold den romerske filosof Seneca den Yngre fik han tilnavnet Caudex på grund af sine skibe. Seneca forklarer: "blandt de gamle blev en konstruktion dannet ved at samle flere brædder kaldt en caudex".

## Eksterne links
- Livius.org: Appius Claudius Caudex